# ديفيد دونينغ
ديفيد دونينغ (بالإنجليزية: David Dunning)‏ هو عالم نفس أمريكي، ولد في 1950 في الولايات المتحدة.